# Freccia Vallone 1947
La Freccia Vallone 1947, undicesima edizione della corsa, si svolse il 15 giugno 1947 per un percorso di 276 km. La vittoria fu appannaggio del belga Ernest Sterckx, che completò il percorso in 8h43'00" precedendo i connazionali Maurice Desimpelaere e Gustave Van Overloop.
Al traguardo di Liegi furono 24 i ciclisti (tutti belgi), dei 75 partiti da Mons, che portarono a termine la competizione.

## Ordine d'arrivo (Top 10)
| Pos. | Corridore            | Squadra        | Tempo    |
| ---- | -------------------- | -------------- | -------- |
| 1    | Ernest Sterckx       | Alcyon-Dunlop  | 8h43'00" |
| 2    | Maurice Desimpelaere | Alcyon-Dunlop  | a 1'20"  |
| 3    | Gustave Van Overloop | L'Express      | s.t.     |
| 4    | Stan Ockers          | Groene Leeuw   | a 2'00"  |
| 5    | Jean Breuer          | Rochet-Dunlop  | a 3'30"  |
| 6    | Émile Masson Jr.     | Alcyon-Dunlop  | a 8'00"  |
| 7    | Prosper Depredomme   | Garin          | s.t.     |
| 8    | Jacques Geus         | Rochet-Dunlop  | s.t.     |
| 9    | Guillaume Cappelmans | Peugeot-Dunlop | a 9'00"  |
| 10   | Albert Pottgens      | Rochet-Dunlop  | a 12'40" |